# ポスコタワー-松島
ポスコタワー-松島（英語:POSCO Tower-Songdo）（ポスコタワー-そんど）は大韓民国仁川広域市の臨海開発地域・松島新都市（Songdo International Business District）にある68階建ての超高層ビル。2006年7月に着工、2011年に主な構造が完成していたが、設計にあたったコーン・ペダーセン・フォックス（KPF）によれば不況による財政上の理由から内装工事は当分保留とされ、その3年後の2014年7月に竣工式が行なわれた。当時は北東アジア貿易タワーと呼ばれ韓国で2011年まで最高層だったマンション「サムスン・タワーパレス3」（高さ264メートル）、その後最高層の座を奪った釜山・海雲台のマンション「海雲台斗山We've the ZenithA棟」（高さ301メートル）をしのぎ完成した時は韓国最高層のビルだった。2014年にポスコグループの中核商社ポスコインターナショナルが本社入居用途で投資、2017年10月に「ポスコタワー-松島」と改称。
松島新都市のランドマークとして計画されたこのビルは、6階から24階がクラスAのオフィスフロア、25階から36階がホテル、37階から62階が高級マンション200戸分、63階から65階にはレストランと韓国で最も高いビル展望台が予定されたが、ソウル特別市及び釜山広域市の新築超高層ビルに抜かれた。
近傍にはシェラトン松島ホテルや国際会議場・松島コンベンシア（Songdo Convensia）などがある。